# Арвон
Арвон — гора на Верхнем полуострове Мичигана в округе Бэрага. Высшая природная точка в американском штате Мичиган. Получила свое название от месторождений сланца в окрестостях. В списке самых высоких природных точек в каждом штате США, гора Арвон занимает 38-е место.